# Константинос Амандос
Константинос Амандос (на гръцки: Κωνσταντίνος Άμαντος) е гръцки професор, византолог, автор на редица книги и политик.

## Биография
Роден е на 2 август 1874 година на Хиос, тогава в Османската империя. Завършва училище на родния Хиос и започва да работи като учител на острова в 1893 година. Работи като преподавател до 1897 година, когато получава стипендия и продъжава образованието си. Следва в Атинския университет, а след това се мести в 1899 година в Мюнхенския университет, където учи при известния византолог Карл Крумбахер. Амандос защитава докторат в 1903 година с тема върху наставките на съвременните гръцки топоними.
Завръща се в Гърция и първоначално работи като преподавател в Хиоската гимназия от 1904 до 1911 година, а след това като директор на гимназията в Никозия в 1911 година и от 1912 до 1914 година като директор на училище в Кайро. В 1914 година е избран за редактор на „Исторически речник на гръцкия език“ (Ἰστορικὸν Λεξικὸν τῆς Ἑλληνικῆς Γλώσσης), на която длъжност остава до 1924 година. В 1925 година започва да преподава византология в Атинския университет, където остава до пенсионирането си в 1939 година. В 1926 година става член учредител на Атинската академия. В 1945 година е министър на образованието в кабинета на Николаос Пластирас.
Амандос публикува важни изследвания за гърците от Мала Азия през Средновековието (Ὁ Ἑλληνισμός τῆς Μικράς Ἀσίας κατὰ τον μεσαίωνα, 1919), южните славяни, българи и албанци (Οἱ βόρειοι γείτονες τῆς Ἑλλάδος (Βούλγαροι - Ἀλβανοί - Νοτιοσλάβοι) и редица статии, насочени конкретно към историята на българите в днешна Гърция и отношенията на гърците със сърбите, българите и турците.